# Protostrator
Protostrator (gr. πρωτοστράτωρ, prōtostratōr) – bizantyński urząd dworski w ostatnich wiekach istnienia Cesarstwa przekształcony w jeden z wyższych urzędów wojskowych. Forma żeńska, odnosząca się do małżonki urzędnika, brzmiała prōtostratorissa (πρωτοστρατόρισσα).
Funkcja stratora (koniuszego) jest poświadczona w źródłach bizantyńskich od czasów najdawniejszych. Na przełomie VII i VIII wieku pojawia się stanowisko protostratora (pierwszego koniuszego), to znaczy przełożonego koniuszych cesarskich. Z upływem czasu nabierało ono coraz większego znaczenia z racji stałego i bezpośredniego przystępu do osoby władcy protostratora, który mu asystował, ilekroć dosiadał on konia. Za panowania Bazylego I należał już do najwyższych urzędów w państwie. Zajmował wysokie miejsce podczas ceremonii cesarskich, podczas procesji jechał obok cesarza, wprowadzał na audiencję posłów zagranicznych. W okresie pomiędzy IX a XI stuleciem podlegali mu cesarscy stratorzy, armofylakowie (nadzorcy uzbrojenia lub rydwanów) i stablokomeci (zarządzający stajniami).
Pod koniec panowania Komnenów znaczenie urzędu wzrosło jeszcze bardziej. Protostrator stał się wówczas drugą osobą w armii po megadomestyku. Niketas Choniates przyrównuje go do marszałka w armiach zachodnich. Po odzyskaniu Konstantynopola przez Michała VIII Paleologa (1261) i przywróceniu Cesarstwa protostrator zajmował 7 miejsce w hierarchii urzędów państwowych. Urząd ten przetrwał do końca istnienia Cesarstwa zachowując wysoką rangę, chociaż od XIII w. bywał przyznawany jednocześnie kilku osobom, i to niekoniecznie przebywającym na dworze cesarskim. Piastował go między innymi namiestnik cesarski w Epirze Teodor Synaden